# カバヤ児童文庫

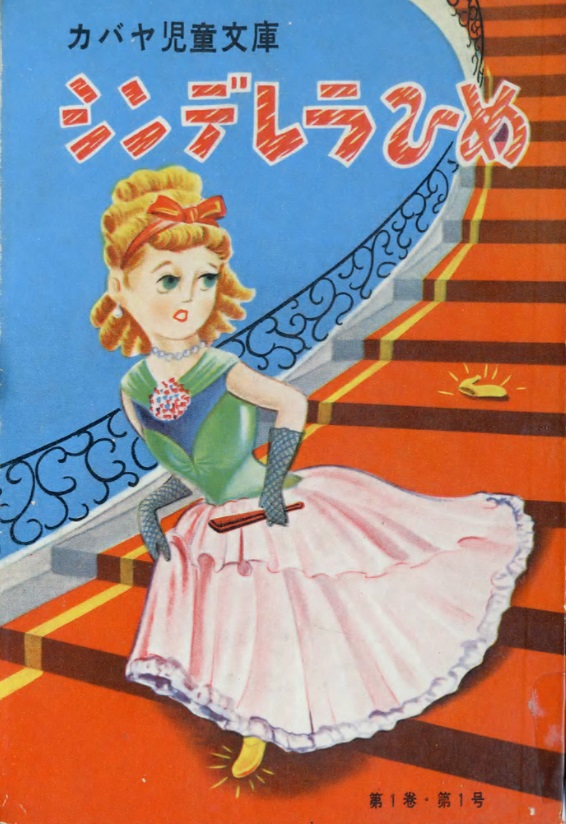
1952年8月3日に刊行されたカバヤ児童文庫第1巻『シンデレラひめ』

カバヤ児童文庫（カバヤじどうぶんこ）は、カバヤ食品工業（現・カバヤ食品）が1952年（昭和27年）から1954年（昭和29年）にかけて展開した、児童向け文学作品を収めた全174作品から成る叢書である。定価10円のキャラメルにおまけとして付けられていた文庫券を集めてカバヤ食品工業に送付することで好きな児童文庫と交換できる仕組みが採用されていた。戦後の娯楽に飢えていた児童の間で人気を博し、世界中の文学作品を学べるという事で学校組織からの推薦などもあったことから、3年間でおよそ2,500万部が刊行された。

## 名称
本の表紙では第1巻の12冊は「カバヤ児童文庫」、第2巻以降は「児童文庫」となっている。これは配送にあたって郵送料の安い第三種郵便物の認可を得るための対策とされている。一方、国文学者の坪内稔典は、「カ」「バ」「ヤ」「文」「庫」という5枚の文庫券を揃えて本と交換する方式から、当時の児童らからは「カバヤ文庫」の名称で親しまれていたと回顧している。

## 歴史
1946年12月24日、水飴の製造販売を生業とする林原（現・ナガセヴィータ）を経営していた林原一郎によって、キャラメルの製造販売を行うカバヤ食品工業が設立された。戦後の昭和20年代は「キャラメルの時代」と呼ばれるほどキャラメルメーカーが乱立し、最盛期にはその数は50に達したとされる。各社はシェア獲得のために熾烈な景品（おまけ）合戦を繰り広げ、カバヤはこれに対抗するために1952年、福武興業に勤務していた原敏を宣伝部長のポジションでヘッドハントし、自社キャラメルの販売促進にあたらせた。原は、景品の収集が子供の射幸心を煽るとして学校や保護者から不評であったことを逆手に取り、「子供の教育に良い景品」であればこうした評価を覆すことが出来るのではないかと考えた。京都の日本写真印刷に勤める知人の山下守の勧めもあり、会長の林原に「キャラメルのおまけとして本をつける」という企画骨子を説明すると、林原は即断し、日本写真印刷の株を買い占めたうえで山下をその社長に据え原が動きやすい環境を整えた。原は日本写真印刷と連携してカバヤ児童文化研究所を設立し、キャラメルの「おまけ」としてハードカバー本を提供する取り組みを本格的に開始した。カバヤ児童文化研究所の初代所長には旧岡山藩主の池田隆政が就任した。対象とする書物の選定や表題については企画者の原によって行われた。こうして、「二千万児童に珠玉のような名作を」というキャッチフレーズのもと、「カバヤ児童文庫」が誕生した。
調整の結果、おまけとしたB六判125ページのハードカバー本の原価は1冊30円となり、1箱10円のキャラメルでどのようにこの経費をやり繰りするかが問題となった。生産原価を抑えるためにマイクロメートル単位でキャラメルを小さくしたほか、原稿料を抑えるためにオリジナル作品ではなく、著作権の切れた世界の名作文学のリライトで作品を取り揃えた。作画ともに実際の作者は匿名で「カバヤ児童文化研究所」編集という扱いとし、高等学校の教員や京都に住む大学生、大学院生などがアルバイトとして原稿作成をおこなった。同年8月、企画立ち上げから諸準備完了までわずか一か月という期間で最初の『シンデレラひめ』『ピノキオの冒険』が刷り上がった。第1巻第1号となる『シンデレラひめ』には京都大学教授で仏文学者の伊吹武彦による序文（はしがき）が添えられている。各巻の序文の大半は文章原案を原ら編集スタッフが作成し、実際に目を通してもらって直筆署名を貰うという形で制作された。
1箱10円のキャラメルを買うとおまけで本が貰えるという試みは全国で大きな反響を呼び、教育的にもよいという理由から、クラスで協力して文庫券を集めて学級文庫にする等、奨励する学校も現れた。こうした反響について原は、カバヤ文庫の登場によってキャラメルのイメージを変えたと振り返っている。普及・宣伝の一環として全国各地の公会堂や小学校を回って童話の朗読や手品、歌などのショーを見せる「カバヤ子供大会」を開催し、開催校に既刊の「カバヤ児童文庫」を寄贈するなどして認知度の向上を図った。こうした取り組みはまだ図書室の所蔵が少なかった各小学校に受け入れられ、多くの地域を回ることができたという。「カバヤ児童文庫」は一日12,500冊程の発送作業を行っていたと見られ、原は当時について「文庫の時代には十五トン貨車で三十輌くらい、毎日のように出てましたよ。そりゃもう凄い人気でした。」と回想している。あまりの人気に印刷作業が追い付かなくなり、途中からは岡山港の傍に製本工場を整え、『夕刊岡山』の輪転印刷機を借りて大量印刷を行うようになった。
しかし、さらなる売り上げを目指した営業部は、「漫画も出して欲しい」という子供たちの要望を汲み上げて原に強く要請するようになり、「カバヤ児童文庫」と並行して「カバヤマンガブック」シリーズを提供することとなった。「カバヤマンガブック」の刊行時期について坪内は「カバヤ児童文庫」の第8巻が出たころとしており、1953年10月ごろと見られる。当時「漫画は教育の敵」という世論が形成されていたため、学校や保護者はカバヤのキャラメルを買い与えることを止め、文庫券の交換率は大きく凋落した。在庫を大きく抱えた「カバヤ児童文庫」は継続が不可能となり、3年という期間でその幕を下ろすこととなった。
在庫処分のため、1957年（昭和32年）にはカバヤ食品工業内より歌の得意な女性などから選抜された宣伝班（カバヤ・スイート・シスターズ）が組織され、各地の子供たちに無償で「カバヤ児童文庫」を配ることで大量の在庫を処理した。4人から6人をひと班として3班が組織されたカバヤ・スイート・シスターズは全国各地を回って公演を伴う宣伝活動を実施した。カバヤ・スイート・シスターズの活動は4年ほど行われ、年間およそ6万冊（4年間で24万冊）の「カバヤ児童文庫」を配布したとしている。

## 評価と影響

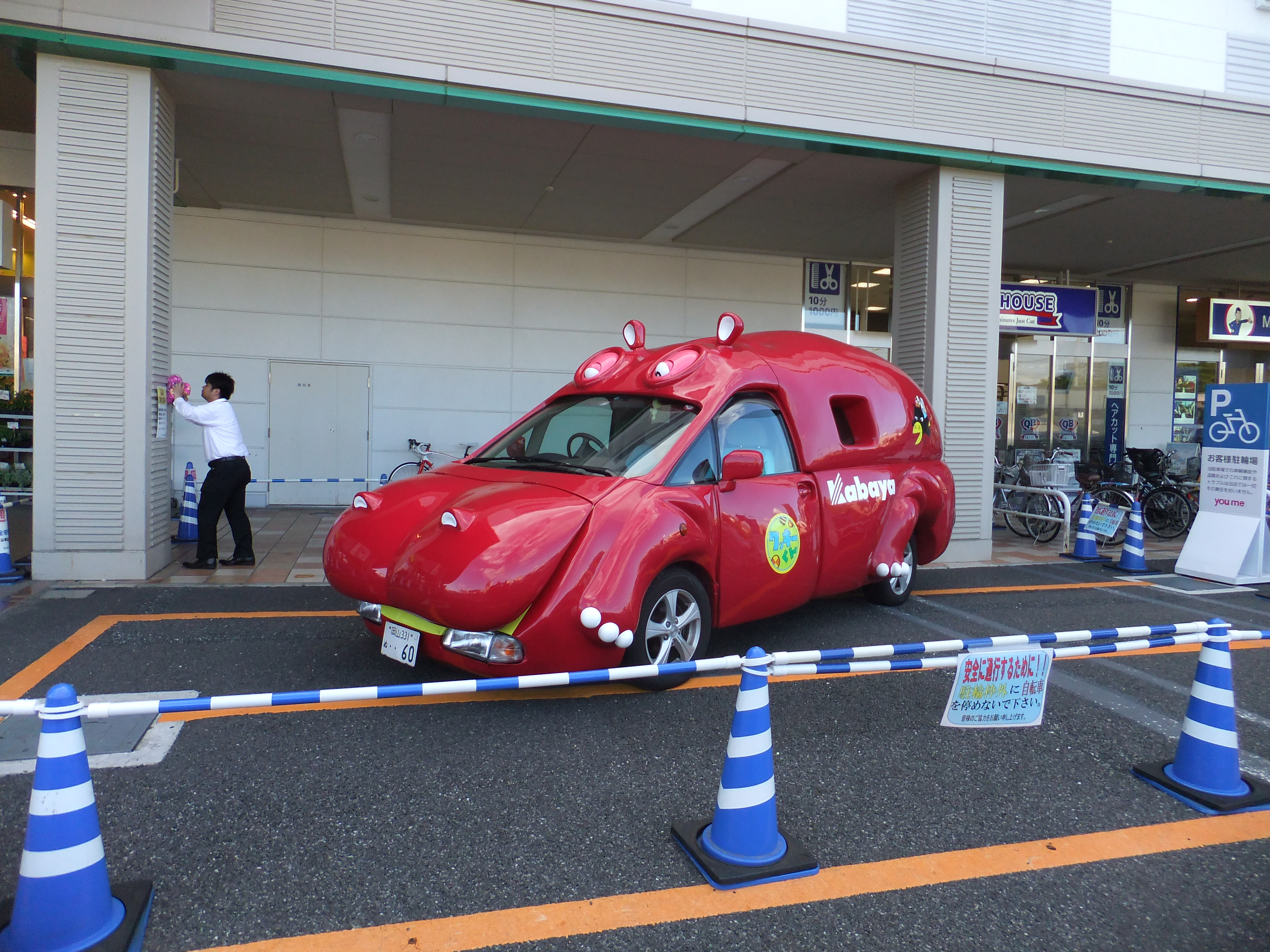
1952年より宣伝のために各地を走らせたカバ型自動車（写真は2006年からの復刻版）

「カバヤ児童文庫」の影響によってカバヤの売り上げは大幅に伸長し、1951年度の売上27億4千万に対し、1952年11月には年間総売り上げが100億円を突破したことが報告されている。これは明治製菓の売り上げを抜き、業界最大手の森永製菓が過去最高売上として叩き出した106億に迫る勢いであり、製菓業界内においても大きく話題となった。評論家の鷲田小彌太は、カバヤのキャラメル自体は明治製菓や森永製菓、雪印乳業、古谷製菓などと比較して甘さもとろみも無く、特に秀でておいしいものではなかったが、当時最大の顧客を集めたとしており、その主たる理由として、「カバヤ児童文庫」というおまけの秀逸さを挙げている。時代は児童向け文学全集の隆盛期であり、創元社、講談社、岩波書店など多くの出版社より児童文学全集が刊行されたが、お菓子のおまけである「カバヤ児童文庫」は造本も荒く、内容もダイジェスト版でありながら、一歩もひけを取らず健闘したと評価している。1954年1月1日の『全国菓子飴新聞』においてカバヤ食品工業の売上伸長について分析する記事が掲載されており、その要因として
1. カバヤキャラメルの発売に当っては、意表に出でて、「ターザン合わせ」なるカードで売拡め。
2. 河馬の形の珍型自動車の構想で人々をアットいわせ。
3. 他で真似のできぬカバヤ児童文庫の刊行で既に二千五百万冊を発行するという特異な宣伝を行なう。
4. 結果から見てそうなったのであるが、カバヤ児童文庫の編纂部門を担当するカバヤ児童文化研究所々長として池田隆政氏（旧岡山藩主）が就任したが、その当時厚子夫人（元内親王）との婚儀が行われたため、カバヤ文庫に特異な宣伝効果が自然的にもたらされた。

という4つを指摘している。
「カバヤ児童文庫」の各作品はそれぞれおよそ5万部から50万部が刊行され、総発行部数は2,500万部に達したと言われている。終売後の1955年2月1日発行のカバヤ食品社報『協和』において林原は「わたしはカバヤの春を信じます。日本の二千万の子供たちに、カバヤのキャラメルほど、かつて愛されたキャラメルはありません。津々浦々までカバヤ文庫をすべての子供たちは親しみ愛読してくれました。」と総評している。

## 交換の仕組み

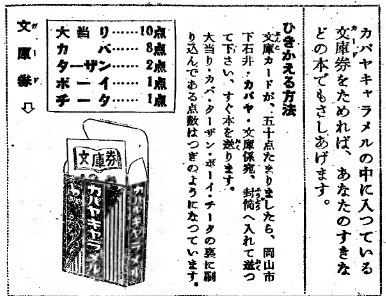
巻末に掲載されている交換の仕組み

カバヤ食品が販売するキャラメルの中に入っている文庫券を貯めて応募することで、好きな本と交換できる仕組みとなっており、キャラメルからは「大当たり／10点」「カバ／8点」「ターザン／2点」「ボーイ／1点」「チータ／1点」のいずれかの文庫券が入手でき、50点を貯めることで必ず好きな本に交換することが可能であった。応募券を貯めて交換する手段の他、本のあとがきには「カードが無くてこの本がほしい人は本代と送料をお送りになれば本をお送りします」の文言も記載されており、定価120円、送料16円を送付すれば現金購入することも可能となっていた。この他にも坪内はカード1枚で本と交換できる「カバの王様」カードがあったと回顧している。また、「カ」「バ」「ヤ」「文」「庫」の5枚のカードを揃えることで好きな本と交換できる方式が採用されていた時期もあった。実家が駄菓子屋を経営していた作家の橋本治は、店内のブリキの空き缶の中に大量の「カバヤ児童文庫」が常備されていたことを回想している他、坪内も近所の菓子店で本を交換したことを記憶しており、サービス開始当初はカバヤに直接応募する方式だったが、どこかのタイミングで景品を小売店が管理する方式に切り替わったのではないかと推察している。
参考までに河出書房新社の『わが世代・昭和十三年生まれ』（1978年）に掲載されている『昭和菓子飴新聞』の調査によれば、1953年度の小学6年生平均小遣い額は179円60銭であり、同年代に出版された創元社の『世界少年少女文学全集』は1冊380円、アルスの『日本児童文庫』は1冊220円となっている。

## 保護活動
お菓子のおまけという立ち位置にあった「カバヤ児童文庫」は軽視され、児童文学や児童文化という観点においてまともに取り上げられることはなかった。児童文学分野の研究においてその言及は、「カバヤ児童文庫」の刊行編集に携わった原の他、国文学者の坪内稔典、岡山県立図書館副館長だった岡長平のみとなっている。また、書籍形態のおまけを収集・保管する図書館は存在しておらず、コレクターや篤志家の収集に期待するしかない状況だったとされる。
終売からおよそ30年が経過した1984年、岡山県総合文化センターに勤務していた山田茂は、岡山市内のデパートで開催された骨董市で61点の「カバヤ児童文庫」を発見した。「岡山の一企業が出した文化的意義のある作品である」としてこれらを一括購入し、岡山県立図書館にて収集・保管する方針を打ち立てた。同年11月12日、『毎日新聞』の社会面でこの活動が取り上げられ、これを見たカバヤ児童文庫の元編集者の遺族らなどによって「カバヤ児童文庫」88冊、「カバヤマンガブック」24冊、「カバヤにんぎょうえほん」1冊、「カバヤパズルえほん」1冊が寄贈された。さらに1993年に『山陽新聞』のコラム欄に岡山県総合文化センターがこの文庫の収集に努めていることが報じられると、全国紙やNHK、民放などのニュース番組でも取り上げられ、全国各地より13件103冊の寄贈がなされた。1994年までに合計で126冊が収集され、カバヤ食品が所蔵する5冊を含めて計131冊のマイクロフィルム撮影がなされ、『デジタル岡山大百科』の「カバヤ児童文庫」としてインターネット公開が行われる運びとなった。なお、『デジタル岡山大百科』の「カバヤ児童文庫」では213のタイトルが公開されており、131冊の書籍内には表題の他に複数の作品が収録されている作品も存在する。

## 作品一覧
カバヤ児童文庫に収録された作品は世界各国の名作をリライトしたものであるが、これらの作品について、岡山県立図書館副館長を務め、カバヤ児童文庫についての研究書を執筆した岡長平は、原作の雰囲気をうまく伝えており、文学作品として優れているものが数多くあると論評している。また、各巻の巻頭には序文（はしがき）として作品の解説や思い入れなどが寄せられており、寄稿者として東洋史学者の貝塚茂樹、詩人の堀口大學、文化人類学者の今西錦司、フランス文学者の桑原武夫、言語学者の新村出、小説家の野上弥生子といった文化勲章受賞者を始めとした、各分野の碩学者が名を連ねている点もカバヤ児童文庫の特徴のひとつと言える。なお、岡山県立図書館未収蔵の作品については備考欄に「現物未確認」と記載している。
坪内は自著『おまけの名作』の中で総作品数を159冊としているが、これは同著刊行時点では「花の少女」が未発見であり、現物確認が行われておらず「花の少女」に記述された刊行予告15冊をカウントできていないためと岡から指摘されている。ただし、13巻の15冊については刊行予告のタイトルをカウントしたのみであり、実際に刊行されたかどうかについては確証が無く、カバヤ食品のホームページにおいても「1954年の第12巻第15号まで159冊が発行された」としている。岡は、現状未発見の作品については刊行・交換自体がなされておらず、岡山県立図書館に収蔵している126点とカバヤが所蔵している5点の計131点が「カバヤ児童文庫」の刊行済全作品ではないかと推論している。
下表の通巻、巻、号、書名、原作者、序文寄稿者、刊行年月日については『デジタル岡山大百科』の「カバヤ児童文庫巻号順一覧」を参考としている。また、原作との紐付けについては岡長平の『カバヤ児童文庫の世界』を参照した。
| 通巻 | 巻 | 号 | 書名                                | 原作者                                 | 序文             | 刊行年月日     | 備考       |
| ---- | -- | -- | ----------------------------------- | -------------------------------------- | ---------------- | -------------- | ---------- |
| 1    | 1  | 1  | シンデレラひめ                      | シャルル・ペロー                       | 伊吹武彦         | 1952年8月3日   |            |
| 2    | 1  | 2  | ピノキオの冒険                      | カルロ・コッローディ                   | 重松俊章         | 1952年8月10日  |            |
| 3    | 1  | 3  | 母をたずねて                        | エドモンド・デ・アミーチス             | 長広敏雄         | 1952年8月17日  |            |
| 4    | 1  | 4  | 乞食と王子                          | マーク・トウェイン                     | 出雲路敬和       | 1952年8月24日  |            |
| 5    | 1  | 5  | しらゆきひめ                        | グリム兄弟                             | 大山定一         | 1952年8月31日  |            |
| 6    | 1  | 6  | アラビアンナイト                    | 『千夜一夜物語』より                   | 吉川幸次郎       | 1952年9月7日   |            |
| 7    | 1  | 7  | 可愛い小公女                        | フランシス・ホジソン・バーネット       | 桜井常之輔       | 1952年10月14日 |            |
| 8    | 1  | 8  | 宝島探険                            | ロバート・ルイス・スティーヴンソン     | 佐藤一男         | 1952年8月24日  |            |
| 9    | 1  | 9  | にんぎょのおひめさま                | ハンス・クリスチャン・アンデルセン     | 村上次男         | 1952年9月28日  |            |
| 10   | 1  | 10 | 孫悟空大暴れ                        | 呉承恩                                 | 貝塚茂樹         | 1952年10月5日  |            |
| 11   | 1  | 11 | 若草物語 四人の少女                 | ルイーザ・メイ・オルコット             | 中西信太郎       | 1952年10月12日 |            |
| 12   | 1  | 12 | ロビンフッドの冒険                  | ハワード・パイル                       | 山本修二         | 1952年10月19日 |            |
| 13   | 2  | 1  | たけとり物語                        | 『竹取物語』より                       | 澤瀉久孝         | 1952年10月26日 |            |
| 14   | 2  | 2  | ジャックと豆の木                    | 『イングランド民話集』より             | 深瀬基寛         | 1952年11月2日  |            |
| 15   | 2  | 3  | アルプスの少女                      | ヨハンナ・シュピリ                     | 今西錦司         | 1952年11月9日  |            |
| 16   | 2  | 4  | 少年探偵トルレ                      | モーリス・ルブラン                     | 西田直二郎       | 1952年11月16日 |            |
| 17   | 2  | 5  | 赤いくつ                            | ハンス・クリスチャン・アンデルセン     | 井嶋勉           | 1952年11月23日 |            |
| 18   | 2  | 6  | 子鹿物語                            | フェーリクス・ザルテン                 | 加藤一郎         | 1952年9月14日  |            |
| 19   | 2  | 7  | レ・ミゼラブル                      | ヴィクトル・ユーゴー                   | 桑原武夫         | 1952年12月7日  |            |
| 20   | 2  | 8  | モンテ・クリストの復讐              | アレクサンドル・デュマ・ペール         | 生島遼一         | 1952年12月14日 |            |
| 21   | 2  | 9  | おやゆびひめ                        | ハンス・クリスチャン・アンデルセン     | 三浦アンナ       | 1952年11月23日 |            |
| 22   | 2  | 10 | イソップ物語                        | イソップ                               | 西田直二郎       | 1952年11月30日 |            |
| 23   | 2  | 11 | 家なき娘                            | エクトール・アンリ・マロ               | 堀正人           | 1953年1月4日   |            |
| 24   | 2  | 12 | ロビンソン漂流記                    | ダニエル・デフォー                     | 森鹿三           | 1953年1月11日  |            |
| 25   | 3  | 1  | あかずきん                          | グリム兄弟                             | 新村出           | 1953年1月18日  |            |
| 26   | 3  | 2  | イワンのばか                        | レフ・トルストイ                       | 前芝確三         | 1953年1月25日  |            |
| 27   | 3  | 3  | 安寿姫                              | 森鴎外                                 | 川田順           | 1953年2月1日   |            |
| 28   | 3  | 4  | 謎の鉄仮面                          | フォルチュネ・デュ・ボアゴベイ         | 宮本正清         | 1953年3月8日   |            |
| 29   | 3  | 5  | 雪の女王                            | ハンス・クリスチャン・アンデルセン     | 田中秀央         | 1953年2月15日  |            |
| 30   | 3  | 6  | 水の国のあかちゃん                  | チャールズ・キングズリー               | 黒田正利         | 1953年2月22日  |            |
| 31   | 3  | 7  | 悲劇のリヤ王                        | ウィリアム・シェイクスピア             | 野上弥生子       | 1953年3月1日   |            |
| 32   | 3  | 8  | 小公子さま                          | フランシス・ホジソン・バーネット       | 服部英次郎       | 1953年2月1日   |            |
| 33   | 3  | 9  | はなの小人                          | ヴィルヘルム・ハウフ                   | 古松貞一         | 1953年3月15日  |            |
| 34   | 3  | 10 | ゆうかんなしたてや                  | グリム兄弟                             | 村田数之亮       | 1953年3月22日  |            |
| 35   | 3  | 11 | アンクル・トム                      | ハリエット・ビーチャー・ストウ         | 岡正雄           | 1953年3月29日  |            |
| 36   | 3  | 12 | 隊長ブーリバ                        | ニコライ・ゴーゴリ                     | 中山治一         | 1953年4月5日   |            |
| 37   | 4  | 1  | おおかみと子やぎ                    | グリム兄弟                             | 呉茂一           | 1953年4月12日  |            |
| 38   | 4  | 2  | ニルスのふしぎな旅                  | セルマ・ラーゲルレーヴ                 | 野上素一         | 1953年4月12日  |            |
| 39   | 4  | 3  | 人形つかいのポーレ                  | テオドール・シュトルム                 | 泉井久之助       | 1953年4月26日  |            |
| 40   | 4  | 4  | ハックルベリー大冒険                | マーク・トウェイン                     | 石田英二         | 1953年5月3日   |            |
| 41   | 4  | 5  | 白鳥の王子さま                      | ハンス・クリスチャン・アンデルセン     | 江実             | 1953年5月10日  |            |
| 42   | 4  | 6  | トム・ソーヤーの冒険                | マーク・トウェイン                     | J.K.フェアバンク | 1953年5月17日  |            |
| 43   | 4  | 7  | クリスマス・キャロル                | チャールズ・ディケンズ                 | 市河三喜         | 1953年5月24日  |            |
| 44   | 4  | 8  | 狼少年 ジャングル・ブック           | ラドヤード・キップリング               | 川口篤           | 1953年5月31日  |            |
| 45   | 4  | 9  | ピーターパン物語                    | ジェームス・マシュー・バリー           | 山田忠男         | 1953年6月7日   |            |
| 46   | 4  | 10 | せむしの子馬                        | P.P.エルショーフ                       | 八杉貞利         | 1953年6月14日  |            |
| 47   | 4  | 11 | あしながおじさん                    | ジーン・ウェブスター                   | 市原豊太         | 1953年6月21日  |            |
| 48   | 4  | 12 | 十五少年漂流記                      | ジュール・ヴェルヌ                     | 福原麟太郎       | 1953年6月28日  |            |
| 49   | 5  | 1  | みつばちマーヤの冒険                | ワルデマル・ボンゼルス                 | 三上次男         | 1953年7月7日   |            |
| 50   | 5  | 2  | 腕白小僧いたずら日記                | ルートヴィヒ・トーマ                   | 岩倉具実         | 1953年7月14日  |            |
| 51   | 5  | 3  | 風雲源平合戦                        | 『平家物語』より                       | 池上禎造         | 1953年7月21日  |            |
| 52   | 5  | 4  | 魔海の冒険児                        | エドガー・アラン・ポー                 | 島田謹二         | 1953年1月27日  |            |
| 53   | 5  | 5  | シンドバットの冒険                  | 『千夜一夜物語』より                   | 水野清一         | 1953年2月3日   |            |
| 54   | 5  | 6  | ドン・キホーテの冒険旅行            | ミゲル・デ・セルバンテス               | 恒藤恭           | 1953年2月10日  |            |
| 55   | 5  | 7  | 輝く青年剣士                        | ヘンリク・シェンキェヴィチ             | 中島健蔵         | 1953年8月18日  |            |
| 56   | 5  | 8  | 快傑ウィリアム・テル                | フリードリヒ・フォン・シラー           | 若杉光夫         | 1953年2月24日  |            |
| 57   | 5  | 9  | 一本足の兵隊                        | ハンス・クリスチャン・アンデルセン     | 藤田亮策         | 1953年3月3日   |            |
| 58   | 5  | 10 | ジャングルの王者                    | エドガー・ライス・バローズ             | 内田智雄         | 1953年3月10日  |            |
| 59   | 5  | 11 | 黒覆面の騎士                        | ウォルター・スコット                   | 村上至孝         | 1953年3月17日  |            |
| 60   | 5  | 12 | 鮮血のモヒカン族                    | ジェイムズ・フェニモア・クーパー       | 岡田謙           | 1953年10月20日 |            |
| 61   | 6  | 1  | ゆかいな六人組                      | グリム兄弟                             | 平淨典           | 1953年3月31日  |            |
| 62   | 6  | 2  | 里見八犬伝                          | 曲亭馬琴                               | 野間光辰         | 1953年4月7日   |            |
| 63   | 6  | 3  | 火焰の十字架                        | ウォルター・スコット                   | 岡田幸一         | 1953年4月14日  |            |
| 64   | 6  | 4  | 断頭台の司令官                      | ヴィクトル・ユーゴー                   | 新村猛           | 1953年4月21日  |            |
| 65   | 6  | 5  | 駅馬車の十二人                      | ハンス・クリスチャン・アンデルセン     | 石濱純太郎       | 1953年4月28日  |            |
| 66   | 6  | 6  | 快傑紅はこべ                        | バロネス・オルツィ                     | 前川貞次郎       | 1953年5月5日   |            |
| 67   | 6  | 7  | 人造人間モンスター                  | メアリー・シェリー                     | 清水光           | 1953年5月12日  |            |
| 68   | 6  | 8  | 黒い矢の秘密                        | ロバート・ルイス・スティーヴンソン     | 工藤好美         | 1953年5月19日  |            |
| 69   | 6  | 9  | 秘密の花園                          | フランシス・ホジソン・バーネット       | 池田義一郎       | 1953年5月26日  |            |
| 70   | 6  | 10 | 深夜の騎手                          | テオドール・シュトルム                 | 谷友幸           | 1953年6月2日   |            |
| 71   | 6  | 11 | ノートルダムの怪人                  | ヴィクトル・ユーゴー                   | 落合太郎         | 1953年6月9日   |            |
| 72   | 6  | 12 | 地獄の決闘                          | エドワード・ブルワー＝リットン         | 宮崎市定         | 1953年6月16日  |            |
| 73   | 7  | 1  | オズの魔法つかい                    | ライマン・フランク・ボーム             | 宮西充雄         | 1953年7月12日  |            |
| 74   | 7  | 2  | ホラフキだんしゃく                  | ルドルフ・エーリヒ・ラスペ             | 板倉鞆音         | 1953年7月12日  |            |
| 75   | 7  | 3  | 巨人ウルススの怒り                  | ヘンリク・シェンキェヴィチ             | 井上智勇         | 1953年7月19日  |            |
| 76   | 7  | 4  | 怪奇塔の秘密                        | アレクサンドル・デュマ・ペール         | 篠田統           | 1953年7月26日  |            |
| 77   | 7  | 5  | ふしぎの国のアリス                  | ルイス・キャロル                       | 堀大司           | 1953年8月2日   |            |
| 78   | 7  | 6  | 母への讃歌                          | ルイーザ・メイ・オルコット             | 吉田健一         | 1953年8月9日   |            |
| 79   | 7  | 7  | 呪われた将軍マクベス                | ウィリアム・シェイクスピア             | 本間久雄         | 1953年8月16日  |            |
| 80   | 7  | 8  | 嵐の前夜                            | チャールズ・ディケンズ                 | 林礼二郎         | 1953年8月23日  |            |
| 81   | 7  | 9  | きつねのさいばん                    | ヨハン・ヴォルフガング・フォン・ゲーテ | 舟木重信         | 1953年8月20日  |            |
| 82   | 7  | 10 | 決死の少年斥候                      | エドモンド・デ・アミーチス             | 坂元彦太郎       | 1953年9月6日   |            |
| 83   | 7  | 11 | 愛と冒険                            | アレクサンドル・プーシキン             | 三枝博音         | 1953年9月13日  |            |
| 84   | 7  | 12 | 剣豪ダルタニャン 疾風篇             | アレクサンドル・デュマ・ペール         | 太宰施門         | 1953年9月20日  |            |
| 85   | 8  | 1  | オルレアンの少女                    | フリードリヒ・フォン・シラー           | 堀米庸三         | 1953年9月27日  |            |
| 86   | 8  | 2  | びんの中の小鬼                      | ロバート・ルイス・スティーヴンソン     | 松尾卯一         | 1953年10月4日  |            |
| 87   | 8  | 3  | 黒馬のかなしみ                      | アンナ・シュウエル                     | 川田周雄         | 1953年10月11日 |            |
| 88   | 8  | 4  | 戦う狼少年 続ジャングル・ブック     | ラドヤード・キップリング               | 中村健児         | 1953年10月18日 |            |
| 89   | 8  | 5  | コガネ虫の秘密                      | エドガー・アラン・ポー                 | 老田三郎         | 1953年10月25日 |            |
| 90   | 8  | 6  | ひきがえるになった娘                | ハンス・クリスチャン・アンデルセン     | 石田英一郎       | 1953年11月1日  |            |
| 91   | 8  | 7  | 魔法のランプ                        | 『千夜一夜物語』より                   | 江上波夫         | 1953年11月8日  |            |
| 92   | 8  | 8  | まぶたの母いずこ                    | エクトール・アンリ・マロ               | 小牧実繁         | 1953年11月15日 |            |
| 93   | 8  | 9  | 最後の授業                          | アルフォンス・ドーデ                   | オーシュコルヌ   | 1953年11月22日 |            |
| 94   | 8  | 10 | 怪人二面相                          | ロバート・ルイス・スティーヴンソン     | 中西昇           | 1953年11月29日 |            |
| 95   | 8  | 11 | タルタラン物語                      | アルフォンス・ドーデ                   | 堀口大學         | 1953年12月6日  |            |
| 96   | 8  | 12 | ひとくい鬼                          | グリム兄弟                             | 新村出           | 1953年12月13日 |            |
| 97   | 8  | 13 | フランダースの犬                    | ウィーダ                               | 工楽英司         | 1953年12月20日 |            |
| 98   | 8  | 14 | 新浦島物語 アービングの奇妙な写生帖 | ワシントン・アーヴィング               | 岡本昌夫         | 1953年12月27日 |            |
| 99   | 8  | 15 | 少年探偵トルレの追跡                | モーリス・ルブラン                     | 金子欣哉         | 1954年1月3日   |            |
| 100  | 9  | 1  | 三人一寸法師                        | グリム兄弟                             | 田中光之         | 1953年6月23日  |            |
| 101  | 9  | 2  | 魔法のなしの木                      | 蒲松齢                                 | 神田喜一郎       | 1953年6月30日  |            |
| 102  | 9  | 3  | みなしごネル                        | チャールズ・ディケンズ                 | 上野直昭         | 1953年7月7日   |            |
| 103  | 9  | 4  | 剣聖アーサ王                        | トマス・マロリー                       | 朱牟田夏雄       | 1953年7月14日  |            |
| 104  | 9  | 5  | ロビン・フッド二世の活躍            | ハワード・パイル                       | 山本修二         | 1953年7月21日  |            |
| 105  | 9  | 6  | 黄金の宝                            | ハンス・クリスチャン・アンデルセン     | 藤田亮策         | 1953年7月28日  |            |
| 106  | 9  | 7  | おむすびころりん                    | 日本のおとぎ話                         | 川田順           | 1953年8月4日   |            |
| 107  | 9  | 8  | 怪潜艦Ｘ                            | ジュール・ヴェルヌ                     | 小牧実繁         | 1953年8月11日  |            |
| 108  | 9  | 9  | オリバーのぼうけん                  | チャールズ・ディケンズ                 | 上田勤           | 1953年8月18日  |            |
| 109  | 9  | 10 | 月世界探検旅行                      | エドガー・アラン・ポー                 | 深瀬基寛         | 1953年8月25日  |            |
| 110  | 9  | 11 | 大入道の小僧                        | グリム兄弟                             | 小松清           | 1953年9月1日   |            |
| 111  | 9  | 12 | ゆめのはしご                        | 『旧約聖書』の創世記より               | 有賀鉄太郎       | 1953年9月8日   |            |
| 112  | 9  | 13 | 少女ケティ物語                      | スーザン・クーリッジ                   | 中野好夫         | 1953年9月15日  |            |
| 113  | 9  | 14 | ルビコンの英雄                      | プルタルコス                           | 松平千秋         | 1953年9月22日  |            |
| 114  | 9  | 15 | 名探偵トルレ危うし                  | モーリス・ルブラン                     | 金子欣哉         | 1953年9月29日  |            |
| 115  | 10 | 1  | 鉄のハンス                          | グリム兄弟                             | 不明             | 不明           | 現物未確認 |
| 116  | 10 | 2  | 空とぶカバン                        | ハンス・クリスチャン・アンデルセン     | 三浦アンナ       | 1953年11月20日 |            |
| 117  | 10 | 3  | 野越え山越え                        | グザヴィエ・ド・メーストル             | 民秋重太郎       | 1953年11月20日 |            |
| 118  | 10 | 4  | オデッセウスの復讐                  | ホメーロス                             | 田中秀央         | 1953年10月27日 |            |
| 119  | 10 | 5  | 荒野の王者                          | ジャック・ロンドン                     | 石田英二         | 1953年11月20日 |            |
| 120  | 10 | 6  | ゆうれい船                          | ヴィルヘルム・ハウフ                   | 斎田喬           | 1953年11月10日 |            |
| 121  | 10 | 7  | ノアの箱船                          | 『旧約聖書』の創世記より               | 大下角一         | 1953年11月10日 |            |
| 122  | 10 | 8  | 勇猛コザック隊                      | 原作未確定                             | 不明             | 不明           | 現物未確認 |
| 123  | 10 | 9  | セルカークの冒険 恐ろしい漂流の実話 | アレキサンダー・セルカーク             | 村上至孝         | 1953年12月1日  |            |
| 124  | 10 | 10 | 愛の一家                            | アグネス・ザッパー                     | 不明             | 不明           | 現物未確認 |
| 125  | 10 | 11 | よわむしくらべ                      | イソップ                               | 西田直二郎       | 1953年11月20日 |            |
| 126  | 10 | 12 | まほうのゆびわ                      | リヒャルト・レアンダー                 | 藤田亮策         | 1953年11月20日 |            |
| 127  | 10 | 13 | アマゾンの秘宝                      | ロバート・マイケル・バランタイン       | 藤枝晃           | 1953年11月20日 |            |
| 128  | 10 | 14 | 探偵トルレ対怪人                    | モーリス・ルブラン                     | 不明             | 不明           | 現物未確認 |
| 129  | 10 | 15 | 三国志演義三国志物語 天の巻         | 羅貫中                                 | 不明             | 不明           | 現物未確認 |
| 130  | 11 | 1  | のんきぼうずの旅                    | グリム兄弟                             | 不明             | 不明           | 現物未確認 |
| 131  | 11 | 2  | 父のかなしみ                        | 原作未確定                             | 不明             | 不明           | 現物未確認 |
| 132  | 11 | 3  | 幸福な王子さま                      | オスカー・ワイルド                     | 不明             | 不明           | 現物未確認 |
| 133  | 11 | 4  | 無人島の三少年                      | ロバート・マイケル・バランタイン       | 不明             | 不明           | 現物未確認 |
| 134  | 11 | 5  | 義人コールハースの最期              | ハインリヒ・フォン・クライスト         | 古杉貞一         | 1953年11月20日 |            |
| 135  | 11 | 6  | ライオンのめがね                    | シャルル・ヴィルドラック               | 不明             | 不明           | 現物未確認 |
| 136  | 11 | 7  | ホラだんしゃく海の冒険              | ルドルフ・エーリヒ・ラスペ             | 板倉鞆音         | 1954年2月22日  |            |
| 137  | 11 | 8  | ベルと魔物                          | ボーモン夫人                           | 宮本正晴         | 1954年2月28日  |            |
| 138  | 11 | 9  | ジル・ブラウスの冒険                | アラン＝ルネ・ルサージュ               | 不明             | 不明           | 現物未確認 |
| 139  | 11 | 10 | 三国志物語 地の巻                   | 羅貫中                                 | 不明             | 不明           | 現物未確認 |
| 140  | 11 | 11 | ゴーゴンの首 ワンダ・ブックから     | ナサニエル・ホーソーン                 | 鴫原一穂         | 1954年3月21日  |            |
| 141  | 11 | 12 | 耳なし芳一                          | 小泉八雲                               | 冨倉徳次郎       | 1954年3月28日  |            |
| 142  | 11 | 13 | フランス島の嵐                      | ベルナルダン・ド・サン・ピエール       | 不明             | 不明           | 現物未確認 |
| 143  | 11 | 14 | 深山の秘宝 ニーベルンゲンの歌       | 不明                                   | 岩倉具実         | 1954年4月11日  |            |
| 144  | 11 | 15 | 名探偵ホームズ                      | アーサー・コナン・ドイル               | 不明             | 不明           | 現物未確認 |
| 145  | 12 | 1  | 蛙の空中旅行                        | フセーヴォロド・ガルシン               | 不明             | 不明           | 現物未確認 |
| 146  | 12 | 2  | くるみわり人形の冒険                | E.T.A.ホフマン                         | 不明             | 不明           | 現物未確認 |
| 147  | 12 | 3  | 花の少女                            | ルイーザ・メイ・オルコット             | 藤沢桓夫         | 1954年5月9日   |            |
| 148  | 12 | 4  | 嵐の中の少年                        | チャールズ・ディケンズ                 | 不明             | 不明           | 現物未確認 |
| 149  | 12 | 5  | 少年探偵トルレの逆襲                | モーリス・ルブラン                     | 不明             | 不明           | 現物未確認 |
| 150  | 12 | 6  | なぐられたおばけ                    | ヨハン・ペーター・ヘーベル             | 不明             | 不明           | 現物未確認 |
| 151  | 12 | 7  | 蛮地探険一千里                      | フランク・バレット                     | 不明             | 不明           | 現物未確認 |
| 152  | 12 | 8  | 悪魔メヒスト                        | ヨハン・ヴォルフガング・フォン・ゲーテ | 不明             | 不明           | 現物未確認 |
| 153  | 12 | 9  | 剣豪ダルタニヤン 風雲篇             | アレクサンドル・デュマ・ペール         | 不明             | 不明           | 現物未確認 |
| 154  | 12 | 10 | ふしぎな靴                          | 原作未確定                             | 不明             | 不明           | 現物未確認 |
| 155  | 12 | 11 | 魔境の血闘                          | ロバート・マイケル・バランタイン       | 不明             | 不明           | 現物未確認 |
| 156  | 12 | 12 | ソロモン大王の宝窟                  | ヘンリー・ライダー・ハガード           | 不明             | 不明           | 現物未確認 |
| 157  | 12 | 13 | 三国志物語 人の巻                   | 羅貫中                                 | 不明             | 不明           | 現物未確認 |
| 158  | 12 | 14 | 無人島漂流記                        | ヨハン・ダビット・ウィース             | 不明             | 不明           | 現物未確認 |
| 159  | 12 | 15 | 少女コロンバの復讐                  | プロスペル・メリメ                     | 不明             | 不明           | 現物未確認 |
| 160  | 13 | 1  | ロバものがたり                      | セギュール夫人                         | 不明             | 不明           | 現物未確認 |
| 161  | 13 | 2  | こころの花園                        | セギュール夫人                         | 不明             | 不明           | 現物未確認 |
| 162  | 13 | 3  | 少年船長ビクトール                  | 原作未確定                             | 不明             | 不明           | 現物未確認 |
| 163  | 13 | 4  | 荒野の少年                          | 原作未確定                             | 不明             | 不明           | 現物未確認 |
| 164  | 13 | 5  | トム・ソーヤの空中冒険              | マーク・トウェイン                     | 不明             | 不明           | 現物未確認 |
| 165  | 13 | 6  | 南の荒海                            | W.H.G.キングストン                     | 不明             | 不明           | 現物未確認 |
| 166  | 13 | 7  | 悪魔メヒストの敗北                  | ヨハン・ヴォルフガング・フォン・ゲーテ | 不明             | 不明           | 現物未確認 |
| 167  | 13 | 8  | 深夜の亡霊                          | ウィリアム・シェイクスピア             | 不明             | 不明           | 現物未確認 |
| 168  | 13 | 9  | 剣と毒杯                            | ウィリアム・シェイクスピア             | 不明             | 不明           | 現物未確認 |
| 169  | 13 | 10 | 母はかえらず                        | ゴットフリート・ケラー                 | 不明             | 不明           | 現物未確認 |
| 170  | 13 | 11 | 探偵ホームズの奮闘                  | アーサー・コナン・ドイル               | 不明             | 不明           | 現物未確認 |
| 171  | 13 | 12 | 失われた世界                        | アーサー・コナン・ドイル               | 不明             | 不明           | 現物未確認 |
| 172  | 13 | 13 | 地獄船の英雄                        | 原作未確定                             | 不明             | 不明           | 現物未確認 |
| 173  | 13 | 14 | 脱獄囚の秘密 上                     | チャールズ・ディケンズ                 | 不明             | 不明           | 現物未確認 |
| 174  | 13 | 15 | 脱獄囚の秘密 下                     | チャールズ・ディケンズ                 | 不明             | 不明           | 現物未確認 |